# Гранч-Петровце
Гранч-Петровце (слч. Granč-Petrovce) насељено је мјесто са административним статусом сеоске општине (слч. obec) у округу Љевоча, у Прешовском крају, Словачка Република.

## Становништво
| Година:    | 1994. | 2004.   | 2014.   | 2024.   |
| ---------- | ----- | ------- | ------- | ------- |
| Број људи: | 589   | 597     | 608     | 663     |
| Разлика:   |       | +1,35 % | +1,84 % | +9,04 % |

| Година:    | 2023. | 2024.   |
| ---------- | ----- | ------- |
| Број људи: | 657   | 663     |
| Разлика:   |       | +0,91 % |

Према подацима о броју становника из 2011. године насеље је имало 596 становника.